# Samuel Maoz
Samuel Maoz (Herzliya, 23 maggio 1962) è un regista israeliano.

## Biografia
A 20 anni è soldato in uno dei primi carri armati che invadono il Libano durante l'invasione da parte di Israele nel 1982.
Prendendo spunto da questa esperienza nel 2007 ha iniziato a lavorare a Lebanon, il suo primo film uscito nel 2009 e presentato alla 66ª Mostra internazionale d'arte cinematografica di Venezia dove vinse il Leone d'oro al miglior film. Nel 2010 Maoz è stato nuovamente presente al Lido in qualità di giurato.

## Filmografia

### Regista
- Total Eclipse - documentario (2000)
- Lebanon (2009)
- Manibury - cortometraggio (2013)
- The End, episodio del film Venice 70: Future Reloaded (2013)
- Foxtrot - La danza del destino (Foxtrot) (2017)

### Sceneggiatore
- Lebanon (2009)
- Manibury - cortometraggio (2013)
- Foxtrot - La danza del destino (Foxtrot) (2017)